# 무하메트나자르 가푸로프
무하메트나자르 가푸로비치 가푸로프(러시아어: Мухамедназар Гапурович Гапуров, 투르크멘어: Muhammetnazar Gapurowiç Gapurow, 1922년 2월 15일 ~ 1999년 7월 13일)는 투르크메니스탄의 정치인이다.
차르조우주 출신이며 1941년부터 1943년까지 소련 군대에서 복무했다. 1948년에 소련 공산당에 입당한 이후에 차르조우주 선전부장으로 활동했고 1954년에는 아시가바트 교육학 연구소를 졸업했다. 1951년부터 1955년까지 콤소몰 제1서기를 역임했으며 1969년 12월 24일부터 1985년 12월 21일까지 투르크멘 공산당의 제5대 서기장을 역임했다.